# ألان هوارد
ألان هوارد (11 ديسمبر 1909 بليستر في المملكة المتحدة - 1 مارس 1993 في المملكة المتحدة) (بالإنجليزية: Alan Howard)‏ هو لاعب كريكت بريطاني (وحمل سابقاً جنسية المملكة المتحدة لبريطانيا العظمى وأيرلندا). شارك مع فريق ويلز الوطني للكريكيت ‏. أما مع النوادي، فقد لعب مع نادي مقاطعة ساسكس للكركيت ‏.

## وصلات خارجية
- ألان هوارد على موقع إي آس بي آن كريك إنفو (الإنجليزية)